# José López Calo
José López Calo, conocido también como Xosé López Calo (Nebra, Puerto del Son; 4 de febrero de 1922-Salamanca, 10 de mayo de 2020), fue un sacerdote, músico, catedrático y musicólogo español.

## Biografía
José López Calo nació el 4 de febrero de 1922 en la parroquia de Nebra de la localidad de Puerto del Son, en Galicia. Estudió en el Seminario de Santiago de Compostela y en la Compañía de Jesús, donde ingresó en 1942. Se licenció en filosofía en la Universidad Pontificia de Comillas y en teología en la Facultad de Teología de Granada. Fue, además, doctor en filosofía y letras y en musicología.
En 1963 fue nombrado secretario general de la Sociedad Internacional de Música Sacra y asesor musical de Radio Vaticano, cargo que desempeñó hasta el año 1970. Entre 1965 y 1970 fue profesor de musicología y vicerrector en el Pontificio Instituto de Música Sacra de Roma. 
En 1973 se incorporó a la cátedra de historia de la música, primero como profesor agregado y, más tarde, como catedrático, en la Universidad de Santiago de Compostela, donde permaneció hasta su jubilación, siendo entonces designado profesor emérito.
Fue fundador de la Sociedad Nacional de Musicología de Italia y de la Sociedad Española de Musicología. Fue académico numerario de la Real Academia Gallega de Bellas Artes y correspondiente de las de San Fernando, Granada, Valladolid y Sevilla.
Entre las investigaciones que realizó destacó el estudio sobre el Códice Calixtino y la música de la Edad Media gallega. Fue autor de más de setenta libros y doscientos cincuenta artículos sobre musicología; también escribió más de cien artículos publicados en enciclopedias, diccionarios y revistas a nivel mundial así como catálogos y documentarios de archivos de las catedrales de Santiago de Compostela, la de Ávila, Burgos o Granada.
Desde 1988 fue profesor de Musicología en los cursos universitarios e internacionales de música española "Música en Compostela".
Falleció el 10 de mayo de 2020, en la residencia de los jesuitas de Salamanca, a la edad de 98 años.

## Premios
- Medalla de Oro al mérito en las Bellas Artes (1998).[7]
- Premio de las Letras y Artes de Galicia (2002).[8]
- Premio Fernández-Latorre (2008).[9]

## Obras publicadas
- La música medieval en Galicia. Fundación Pedro Barrié de la Maza, 1982.  ISBN-84-85728-15-7
- Las sonatas de Beethoven para piano. Universidade de Santiago de Compostela, 1986.  ISBN-84-398-6031-5
- La música en la Catedral de Santiago. Diputación Provincial de La Coruña. Imprenta Provincial, 1993.  ISBN-84-86040-72-8
- San Martín de Noya, sus instrumentos musicales, coautor Suso Xogaina. Noya.  Sociedade Cultural Recreativa Liceo, D.L. 1994.  ISBN-84-605-0930-3
- La música en la Catedral de Plasencia (notas históricas), Trujillo (Cáceres). Ediciones de la Coria, 1995.  ISBN-84-88611-02-1
- La música en la catedral de Burgos, Burgos. Caja de Ahorros del Círculo Católico, 1995.  ISBN-84-921080-0-2
- Historia de la música española. 3. Siglo XVII. Alianza, 2004 (2 ed.) .  ISBN-978-84-206-6475-0
- Documentario musical de la Capilla Real de Granada, Granada, Consejería de Cultura, 2005. ISBN-  84-8266-571-5
- La música en las catedrales españolas, Madrid, Ediciones del ICCMU, D.L. 2012.  ISBN-978-84-89457-48-5
- El miserere de Semana Santa en la Catedral de Sevilla,  Junta de Andalucía, Consejería de Educación, Cultura y Deporte, D.L. 2015.  ISBN-978-84-9959-195-7